# Peniocereus viperinus
Peniocereus viperinus ist eine Pflanzenart in der Gattung Peniocereus aus der Familie der Kakteengewächse (Cactaceae). Das Artepitheton viperinus stammt aus dem Lateinischen, bedeutet ‚schlangenartig‘ und verweist auf schlanken, verlängerten Triebe der Art.

## Beschreibung
Peniocereus viperinus wächst strauchig mit zahlreichen Trieben und erreicht Wuchshöhen von bis zu 3 Meter. Die robusten Wurzeln sind fleischig. Die ausgespreizten, verlängerten, graugrünen Triebe sind mit einem dichten Filz besetzt und weisen einen Durchmesser von 0,8 bis 2 Zentimeter auf. Auf den acht bis zehn Rippen sitzen kleine schwarze Areolen. Die drei bis vier Mitteldornen sind schwarz und bis zu 6 Millimeter lang. Die acht bis neun Randdornen sind ebenfalls schwarz, liegen an der Trieboberfläche an und erreichen eine Länge von bis zu 4 Millimeter.
Die leuchtend roten, stieltellerförmigen Blüten erscheinen seitlich entlang der Triebe und sind tagsüber geöffnet. Sie sind bis zu 9 Zentimeter lang und erreichen einen Durchmesser von 4 Zentimeter. Ihr Perikarpell und die Blütenröhre sind mit schwarzen, borstenartigen Dornen und langer, weißer Wolle besetzt. Die verkehrt birnenförmigen Früchte sind scharlachrot.

## Verbreitung, Systematik und Gefährdung
Peniocereus viperinus ist in den mexikanischen Bundesstaaten Morelos, Oaxaca und Puebla in Höhenlagen von 1.000 bis 1.700 m verbreitet.
Die Erstbeschreibung als Cereus viperinus erfolgte 1904 durch Frédéric Albert Constantin Weber. Kurt G. Kreuzinger stellte die Art 1935 in die Gattung Peniocereus. Weitere nomenklatorische Synonyme sind Wilcoxia viperina (F.A.C.Weber) Britton & Rose (1913) und Cullmannia viperina (F.A.C.Weber) Distefano (1956). Taxonomische Synonyme sind Wilcoxia tomentosa Bravo (1958), Peniocereus tomentosus (Bravo) Buxb. (1975) und Wilcoxia viperina var. tomentosa (Bravo) Bravo (1974).
In der Roten Liste gefährdeter Arten der IUCN wird die Art als „Least Concern (LC)“, d. h. als nicht gefährdet geführt.

## Nachweise